# Strada statale 313 di Passo Corese
La ex strada statale 313 di Passo Corese (SS 313), ora strada regionale 313 di Passo Corese (SR 313), è una strada regionale italiana di collegamento interregionale.

## Storia

### La "Via Littoria" di epoca fascista
Il primo inquadramento di questa strada all'interno della viabilità nazionale ebbe luogo in epoca fascista, quando la strada che collegava Roma a Perugia, passando per Passo Corese, Terni e Spoleto (condividendo il tratto iniziale con la Via Salaria e quello finale con la Via Flaminia) venne denominata "Via Littoria", anche se non è chiaro con che titolo, dal momento che non venne annoverata tra le strade statali.
Nel 1922 il percorso della strada, sia nel tratto autonomo Terni-Passo Corese che in quelli in comune con la Salaria e la Flaminia, venne segnato per mezzo di numerosi cippi marmorei, posti in corrispondenza dei bivi con le strade secondarie che si diramavano dall'arteria principale. I cippi, molti dei quali tuttora visibili, riportano la progressiva chilometrica, il nome "Via Littoria", l'anno 1922 in numeri romani, il simbolo del fascio littorio e frecce che indicano la direzione di Roma, di Perugia e della località raggiunta dalla diramazione.
La via littoria

### L'istituzione come strada statale nel dopoguerra
Nel secondo dopoguerra, con il decreto ministeriale dei Lavori Pubblici del 1º febbraio 1962 (Ministro Benigno Zaccagnini), la strada fu elevata a vera e propria strada statale (sebbene con estensione limitata al solo tratto Passo Corese-Terni non condiviso con Salaria e Flaminia), prendendo il nome di "statale 313 di Passo Corese".
In seguito al decreto legislativo n. 112 del 1998, dal 2001 la gestione del tratto umbro è passata dall'ANAS alla Regione Umbria che ha poi ulteriormente devoluto le competenze alla Provincia di Terni, mantenendone comunque la titolarità.
Dal 1º febbraio 2002 la gestione del tratto laziale è invece passata alla Regione Lazio, che ha ulteriormente devoluto le competenze alla Provincia di Rieti; dal 5 marzo 2007 la società Astral ha acquisito la titolarità di concessionario di tale tratto.

## Percorso
Il suo percorso segue la direttrice nord-sud, e fa da dorsale a tutta la parte occidentale della provincia di Rieti, risalendo prima la valle del Tevere e poi la val d'Aia. Così come è riportato nel decreto del 1962: Innesto S.S. n. 4 presso Passo Corese - Poggio Mirteto Scalo - Galatina - Configni - Lugola - Innesto S.S. n. 3 a Terni.
La strada ha inizio dalla strada statale 4 Via Salaria a Passo Corese, frazione di Fara in Sabina. Poi entra nel comune di Poggio Mirteto, dove tocca Poggio Mirteto Scalo (località che ospita la stazione ferroviaria del comune). La strada prosegue lambendo Cantalupo in Sabina passando poi a valle di Torri in Sabina, Vacone, ed infine all'esterno di Configni, dove si dirama la provinciale 48 di Finocchieto, per poi entrare in Umbria. Qui attraversa il territorio comunale di Stroncone, prima di entrare in quello di Terni ed innestarsi, nel centro abitato, sulla strada statale 3 Via Flaminia.
La strada ha un percorso alquanto tortuoso, con molte curve e un passaggio a livello alle porte di Terni, ma non attraversa direttamente i centri abitati dei comuni lambiti.
Al km 1+400 è percorsa mediamente da 5741 veicoli al giorno, di cui il 17% di mezzi pesanti.